# Zyginella mandali
Zyginella mandali är en insektsart som beskrevs av Irena Dworakowska 1994. Zyginella mandali ingår i släktet Zyginella och familjen dvärgstritar. Inga underarter finns listade i Catalogue of Life.